# Wark on Tweed
Wark on Tweed (usualmente chiamato solo Wark) è un villaggio della contea inglese del Northumberland. Si trova all'incirca a 25 km a sud-ovest di Berwick-upon-Tweed
È situato sulla sponda meridionale del fiume Tweed, che può essere considerato il confine tra Inghilterra e Scozia.

## Monumenti e luoghi d'interesse
Le rovine del castello di Wark on Tweed, in origine un motte-and-bailey del principio del XII secolo, si trovano all'estremità occidentale del villaggio.  Il castello (cui ci si riferiva alternativamente col nome di Carham Castle) era di importanza strategica nelle guerre tra Scozia ed Inghilterra, dal momento che il confine passa a sud del Tweed non molto più a monte. L'immagine che avevano di Wark scozzesi e inglesi era quindi, rispettivamente, scomodamente o opportunamente vicina a Roxburgh, oltre ad essere una buona base per le conquiste inglesi nella valle di Tweed. Fu demolito e ricostruito in parecchie occasioni tra il XII e il XVI secolo.

## Galleria d'immagini

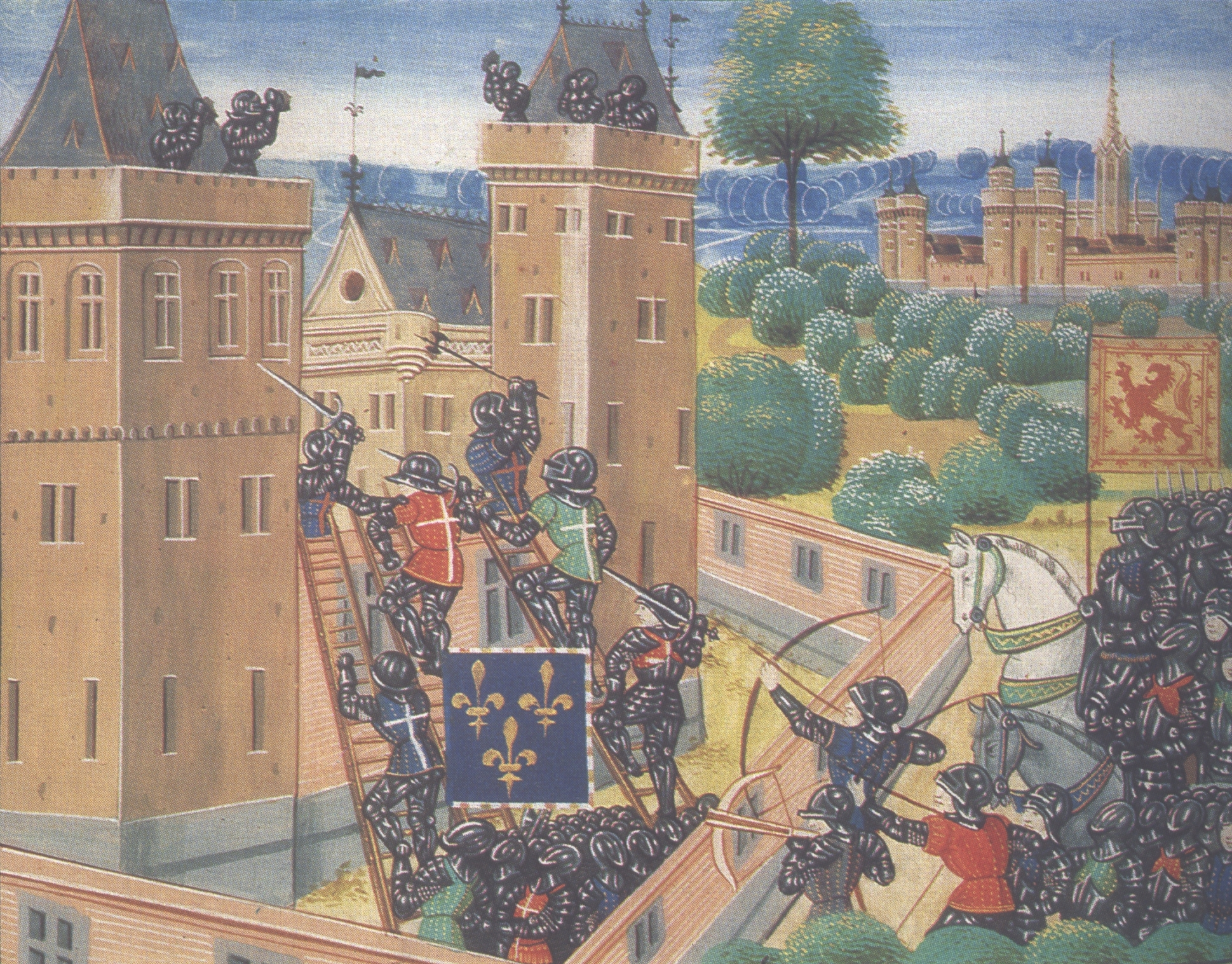
Un'armata franco-scozzese condotta da Jean de Vienne attacca il castello di Wark nel 1385 (da un'edizione delle Froissart's Chronicles)
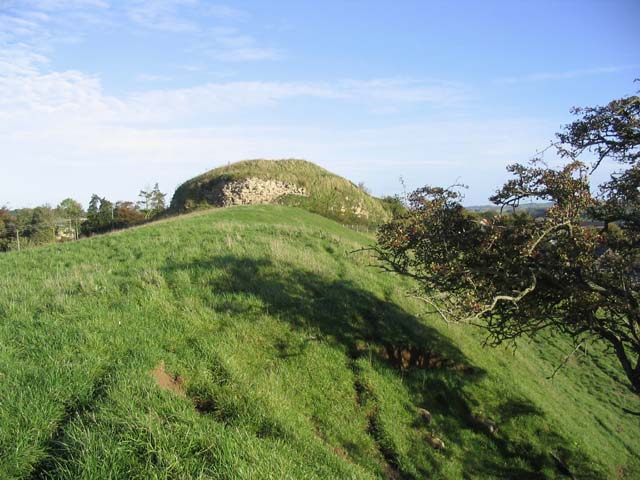
Il castello di Wark
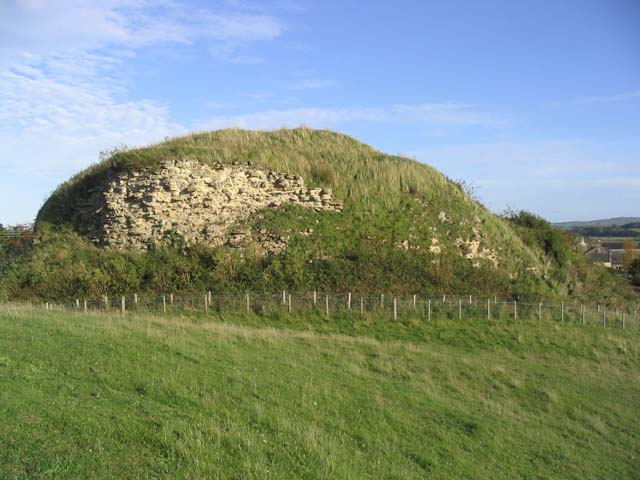
Il castello di Wark